# Desulfotomaculum ruminis
Desulfotomaculum ruminis è una specie di batterio appartenente alla famiglia delle Peptococcaceae.